# Progonia spodopa
Progonia spodopa là một loài bướm đêm trong họ Noctuidae.